# 太平洋油鰈
太平洋油鰈為輻鰭魚綱鰈形目鰈亞目鰈科的其中一種，為溫帶海水魚，分布於東太平洋區阿留申群島至墨西哥下加利福尼亞海域，棲息深度10-1370公尺，體長可達76公分，棲息在泥底質底層水域，生活習性不明，可做為食用魚及遊釣魚。